# Córki McLeoda
Córki McLeoda (ang. McLeod’s Daughters, 2001–2009) – australijski serial telewizyjny stworzony na podstawie filmu o tym samym tytule z 1996 roku przez Posie Graeme-Evans i Caroline Stanton, wyprodukowany przez Nine Network. Serial miał premierę 8 sierpnia 2001 roku i stał się jednym z najpopularniejszych seriali w Australii. Po ośmiu sezonach serialu (224 odcinkach), 31 stycznia 2009 roku zakończono emisję serialu.
Serial był nagrywany na przedmieściach miasteczka Gawler, niedaleko Południowo-Australijskich winnic Barossa Valley, 65 km od miasta Adelaide.

## Fabuła
Serial opowiada historię dwóch rozdzielonych w dzieciństwie sióstr – Claire (Lisa Chappell) i Tess (Bridie Carter), które spotykają się ponownie, kiedy dziedziczą dużą farmę bydła w australijskim buszu – Drovers Run. Posiadłość była przez pokolenia własnością rodziny McLeodów. Jack McLeod prowadził farmę wraz ze swoją pierwszą żoną, niestety kobieta zmarła rodząc ich synka i osierocając córeczkę Claire. Jack w pośpiechu ożenił się z Ruth, dziewczyną z miasta, która dała mu drugą córkę, Tess. Dwie dziewczynki bardzo się kochały, ale Ruth nie potrafiła przywyknąć do samotnego życia w australijskim buszu. Gdy Tess miała pięć lat Ruth wyjechała z Drovers Run i zabrała córeczkę do miasta. Jack i Claire zostali sami. Tess bardzo brakowało siostry, ale szybko zorientowała się, że wszelkie napomknienia o wiejskim życiu są niemile widziane przez jej matkę. Pogodziła się więc ze stratą i rozpoczęła nowe życie.
Historia rozpoczyna się w momencie, gdy Tess otrzymuje wiadomość od adwokata, że odziedziczyła połowę farmy po śmierci ojca. Początkowo chce odsprzedać swoją część spadku, ale okazuje się, że ziemia zaczyna ją fascynować. Jej optymizm jest bardzo potrzebny Claire, która całe lata walczyła o finansową pomyślność Drovers Run. Siostry postanawiają, więc wspólnie prowadzić farmę z pomocą Meg (Sonia Todd), która od lat prowadziła Jackowi dom. Meg mieszka w gospodarstwie wraz ze swą nastoletnią córką Jodi (Rachael Carpani). Na farmę przybywa też Becky (Jessica Napier), miejscowa dziewczyna uciekająca z miasteczka przed kłopotami. Dużą rolę w życiu sióstr McLeod odgrywają ich sąsiedzi – Nick Ryan (Myles Pollard) i jego brat Alex (Aaron Jeffery). W późniejszych sezonach serialu pojawiają się kolejne osoby noszące nazwisko McLeoda po bracie Jacka – Hugh McLeoda.

## Obsada
| Aktor                  | Postać                   | Lata występu w serialu |
| ---------------------- | ------------------------ | ---------------------- |
| Lisa Chappell          | Claire McLeod            | 2001–2003              |
| Bridie Carter          | Tess Silverman McLeod    | 2001–2006              |
| Rachael Carpani        | Jodi Fountain McLeod     | 2001–2007, 2009        |
| Jessica Napier         | Becky Howard             | 2001–2003              |
| Sonia Todd             | Meg Fountain Dodge       | 2001–2007, 2009        |
| Aaron Jeffery          | Alex Ryan                | 2001–2007, 2009        |
| Myles Pollard          | Nick Ryan                | 2001–2006              |
| Simmone Jade Mackinnon | Stevie Hall              | 2003–2009              |
| Michala Banas          | Kate Manfredi            | 2004–2008              |
| Brett Tucker           | Dave Brewer              | 2003                   |
| Zoe Naylor             | Regan McLeod             | 2005, 2008–2009        |
| Abi Tucker             | Grace McLeod             | 2007–2009              |
| Luke Jacobz            | Patrick Brewer           | 2005–2007              |
| Doris Younane          | Moira Doyle              | 2002–2009              |
| Dustin Clare           | Riley Ward               | 2006–2007              |
| Gillian Alexy          | Tayler Geddes            | 2006–2009              |
| Matt Passmore          | Marcus Turner            | 2006–2009              |
| Jonny Pasvolsky        | Rob Shelton/Matt Bosnich | 2005–2007              |
| Edwina Ritchard        | Jasmine „Jaz” McLeod     | 2008–2009              |

## Pozostali
- Marshall Napier jako Harry Ryan/Carl Wetherdon – 2001–2006
- John Jarratt jako Terry Dodge – 2001–2006
- Fletcher Humphrys jako Brett Buchanan – 2001–2003
- Henry Nixon jako Shearer/Greg Dawson – 2001, 2005–2006
- Rodger Corser jako Peter Johnson – 2001–2004
- Ben Mortley jako Alberto Borelli – 2001–2003
- Kathryn Hartman jako Sally Clemments – 2002–2005
- Stelios Yiakmis jako sierz. Frank Da Costa – 2002
- Charlie Clausen jako Jake Harrison – 2002–2003
- Richard Healy jako Kevin Fountain – 2002–2003, 2006
- Inge Hornstra jako Sandra Kinsella-Ryan – 2002–2006
- Reece Horner jako Nat – 2003-2008
- Peter Stefanou jako Vince Lavise – 2003
- Jovita Lee Shaw jako Kylie Buchanan – 2003
- John Stanton jako Bryce Redstaff – 2003–2007
- Carmel Johnson jako Beth Martin – 2003–2009
- Brooke, Kaitlyn i Tahila Stacey-Clark jako Charlotte McLeod – 2004–2006, 2009
- Harold Hopkins jako Ken Logan – 2004
- Susan Godfrey jako Jennifer Logan – 2004
- Tasma Walton jako Tracy Morrison – 2004
- Grant Bowler jako Jared Wuchowski – 2004
- Glenda Linscott jako Celia Rivers – 2004
- Craig McLachlan jako Kane Morgan – 2004
- Basia A'Hern jako Rose Hall Smith – 2004–2009
- Dean O’Gorman jako Luke Morgan – 2004–2005
- Anna Torv jako Jasmine „Jaz” McLeod – 2004
- Josef Ber jako Hugh McLeod – 2004–2005, 2007
- Rhys Muldoon jako Jeremy Quaid – 2005
- Jeremy Sims jako Will Hamilton – 2005
- Sonja Tallis jako Alessa Manfredi – 2005
- Tara Morice jako Michelle Hall – Smith – 2005
- Sophie Cleary jako Catrina Bradfield – 2005, 2006
- John Atkinson jako Roger McIvor – 2005, 2006, 2007
- Matt Passmore jako Greg Hope – 2006 (Passmore po tym grał jeszcze inną rolę – Marcusa Turnera)
- Michelle Langstone jako Fiona Webb-Ryan – 2006
- Peter Hardy jako Phil Rakich – 2006–2009
- Damien Richardson jako Tom Braiden – 2006
- Daniel Feuerriegel jako Leo Coombes – 2006
- Joe Petruzzi jako Tony Rablsi – 2006
- Andrew S. Gilbert jako Joel Sanderson – 2006
- Alicya Debnam Carey jako Chloe Sanderson – 2006
- Robert Coleby jako Howard Webb – 2006
- Steve Vidler jako Hugh Doyle – 2006
- Rebecca Lavelle jako Bindy Martin – 2006
- Sullivan Stapleton jako Drew Cornwell – 2006
- Samantha Tolj jako Heather Richardson – 2007
- Liam Hemsworth jako Damon – 2007
- Callan Mulvey jako Mitch Wahlberg – 2007
- Jay Laga’aia jako Gabe – 2007
- Wendy Bos jako Karen Aitken – 2007
- Sam Healy jako Ashleigh Redstaff – 2007
- Rachael Coopes jako Ingrid Marr – 2007–2009
- Scott Lowe jako Jim Selkirk – 2007–2008
- Sandy Winton jako Heath Barrett – 2007
- Anita Hegh jako Sharon Buckingham – 2008
- Martin Lynes jako Frank Edwards – 2008
- Alex Cook jako Lily Edwards – 2008
- Gus Murray jako Father Dan – 2008
- John Schwarz jako Ben Hall – 2008
- Ashton & Tate Hutchins jako Xander Hall Ryan – 2008–2009

## Spis odcinków

### Seria 1
| Nr  | Polski tytuł                 | Angielski tytuł            |
| --- | ---------------------------- | -------------------------- |
|     |                              |                            |
| 001 | Witaj w domu                 | Welcome Home               |
|     |                              |                            |
| 002 | Słaba płeć                   | Ducks on the Pond          |
|     |                              |                            |
| 003 | Nie zadzieraj z dziewczynami | Don’t Mess with the Girls  |
|     |                              |                            |
| 004 | Kto tu jest szefem?          | Who’s the Boss?            |
|     |                              |                            |
| 005 | Trzymaj wodze                | Taking the Reins           |
|     |                              |                            |
| 006 | Proza życia                  | Reality Bites              |
|     |                              |                            |
| 007 | Radość i duma                | Pride and Joy              |
|     |                              |                            |
| 008 | Potęga miłości               | Stir Crazy                 |
|     |                              |                            |
| 009 | Polowanie                    | Into the Woods             |
| 010 | Wypadek                      | Haunted                    |
|     |                              |                            |
|     |                              |                            |
| 011 | Pułapki dorosłości           | Who’s a Big Girl Now?      |
|     |                              |                            |
| 012 | Puszka Pandory               | Pandora’s Box              |
|     |                              |                            |
| 013 | Miłość mojego życia          | True Love and Consequences |
|     |                              |                            |
| 014 | Nieczysta gra                | Dirty Pool                 |
|     |                              |                            |
| 015 | W nowej roli                 | If the Boot Fits...        |
|     |                              |                            |
| 016 | Smak zwycięstwa              | Playing to Win             |
|     |                              |                            |
| 017 | Nocny wypad                  | Girls Night Out            |
|     |                              |                            |
| 018 | Cel uświęca środki           | More Than One Way...       |
|     |                              |                            |
| 019 | Włoski ogier                 | The Italian Stallion       |
|     |                              |                            |
| 020 | Powracający kochaś           | Lover Come Back            |
|     |                              |                            |
| 021 | Wizyta przyjaciół            | Friends Like These         |
|     |                              |                            |
| 022 | Zabójcza woda                | Deep Water                 |

### Seria 2
| Nr  | Polski tytuł                    | Angielski tytuł            |
| --- | ------------------------------- | -------------------------- |
|     |                                 |                            |
| 023 | Diler z Drover’s Run            | The Drover’s Connection    |
|     |                                 |                            |
| 024 | Po drugiej stronie lustra       | Through the Looking Glass  |
|     |                                 |                            |
| 025 | W akcie desperacji              | Desperate Measures         |
|     |                                 |                            |
| 026 | Walka o wodę                    | The Bore War               |
|     |                                 |                            |
| 027 | Wizyta po latach                | Hello Stranger             |
|     |                                 |                            |
| 028 | Posucha                         | A Dry Spell                |
|     |                                 |                            |
| 029 | Troje to zbyt wiele             | Three’s a Crowd            |
|     |                                 |                            |
| 030 | W cuglach uczuć                 | The Bridle Waltz           |
|     |                                 |                            |
| 031 | Więzy miłości                   | To Have and to Hold        |
|     |                                 |                            |
| 032 | Tam dom twój, gdzie serce twoje | Home is Where the Heart Is |
|     |                                 |                            |
| 033 | Huragan                         | Wildfire                   |
|     |                                 |                            |
| 034 | Zaszczuty                       | Hounded                    |
|     |                                 |                            |
| 035 | Cielęcy szlak                   | Steer Trek                 |
|     |                                 |                            |
| 036 | Śmiałek                         | Brave J                    |
|     |                                 |                            |
| 037 | Goło i wesoło                   | You Can Leave Your Hat On  |
|     |                                 |                            |
| 038 | Ogołoceni                       | Stripped Bare              |
|     |                                 |                            |
| 039 | Wpływ księżyca                  | Blame it on the Moonlight  |
|     |                                 |                            |
| 040 | Wbrew zasadom                   | Made to be Broken          |
|     |                                 |                            |
| 041 | Najlepszy z wrogów              | Best of Enemies            |
|     |                                 |                            |
| 042 | Zmiana wiatru                   | Wind Change                |
|     |                                 |                            |
| 043 | Nowa odsłona                    | No More Mr Nice Guy        |
|     |                                 |                            |
| 044 | Z podniesionym czołem           | Future Perfect             |

### Seria 3
| Nr  | Polski tytuł               | Angielski tytuł                 |
| --- | -------------------------- | ------------------------------- |
|     |                            |                                 |
| 045 | Koniec bajki               | Fairy Tale, Ending              |
|     |                            |                                 |
| 046 | Z dwojga złego             | Better The Devil You Know       |
|     |                            |                                 |
| 047 | Droga do domu              | The Road Home                   |
|     |                            |                                 |
| 048 | Zapomnieć o romansie       | An Affair to Forget             |
|     |                            |                                 |
| 049 | Ciężka próba               | Put to the Test                 |
|     |                            |                                 |
| 050 | Ślub                       | The Wedding                     |
|     |                            |                                 |
| 051 | W dołku                    | Gone to the Dogs                |
|     |                            |                                 |
| 052 | Duch niepewności           | The Ghost of Things to Come     |
|     |                            |                                 |
| 053 | Domek z kart               | A House of Cards                |
|     |                            |                                 |
| 054 | Magiczne słowa             | Three Little Words              |
|     |                            |                                 |
| 055 | Recydywistki               | Repeat Offenders                |
|     |                            |                                 |
| 056 | Grzechy ojca               | Sins of the Father              |
|     |                            |                                 |
| 057 | Gra pozorów                | Jokers to the Right             |
|     |                            |                                 |
| 058 | Reakcja łańcuchowa         | Chain Reaction                  |
|     |                            |                                 |
| 059 | Okrutna prawda             | The Awful Truth                 |
|     |                            |                                 |
| 060 | Szczęśliwa wróżba          | Seeing the Light                |
|     |                            |                                 |
| 061 | Chwila wytchnienia         | A Slight Interruption           |
|     |                            |                                 |
| 062 | Powrót taty                | Old Beginnings                  |
|     |                            |                                 |
| 063 | Nie ma dymu bez ognia      | Where There’s Smoke             |
|     |                            |                                 |
| 064 | Idealny partner            | Perfect Match                   |
|     |                            |                                 |
| 065 | Niech wygra lepszy         | Let the Best Man Win            |
|     |                            |                                 |
| 066 | Prawo większości           | Majority Rules                  |
|     |                            |                                 |
| 067 | Związki, które łączą       | The Ties That Bind              |
|     |                            |                                 |
| 068 | Krok po kroku              | One Step at a Time              |
|     |                            |                                 |
| 069 | Ramy czasu                 | Time Frames                     |
|     |                            |                                 |
| 070 | Mowa ciała                 | Body Language (The Bottom Line) |
|     |                            |                                 |
| 071 | Złodziej                   | To Catch a Thief                |
|     |                            |                                 |
| 072 | Moje południe, moja północ | My Noon, My Midnight            |
|     |                            |                                 |
| 073 | Długie pożegnanie          | The Long Goodbye                |
|     |                            |                                 |
| 074 | Zawirowanie                | Turbulence                      |

### Seria 4
| Nr  | Polski tytuł             | Angielski tytuł           |
| --- | ------------------------ | ------------------------- |
|     |                          |                           |
| 075 | Z popiołów               | Out of the Ashes          |
|     |                          |                           |
| 076 | Podwójny blef            | Double Dealing            |
|     |                          |                           |
| 077 | Braciszek Jack           | Jack of all Shades        |
|     |                          |                           |
| 078 | Czas rozliczeń           | Day of Reckoning          |
|     |                          |                           |
| 079 | Wielkie nadzieje         | Great Expectations        |
|     |                          |                           |
| 080 | Dzieło przypadku         | Game of Chance            |
|     |                          |                           |
| 081 | Gdy wokół iskrzy         | When Sparks Fly           |
|     |                          |                           |
| 082 | Miłosne rodeo            | Show of Love              |
|     |                          |                           |
| 083 | Dzień ojca               | Father’s Day              |
|     |                          |                           |
| 084 | Rodzina                  | Flesh and Blood           |
|     |                          |                           |
| 085 | Z miłości                | Fool For Love             |
|     |                          |                           |
| 086 | Wóz albo przewóz         | Make or Break             |
|     |                          |                           |
| 087 | Druga szansa             | Second Chance             |
|     |                          |                           |
| 088 | Mów mi Kate              | Call Me Kate              |
|     |                          |                           |
| 089 | W drodze na bal          | Desperate and Dateless    |
|     |                          |                           |
| 090 | Magnetyzm uczuć          | Magnetic Atrraction       |
|     |                          |                           |
| 091 | Wielbiciel               | Every Breath You Take     |
|     |                          |                           |
| 092 | Braterska więź           | My brother’s Keeper       |
|     |                          |                           |
| 093 | Powrót Saturna           | Saturn Returns            |
|     |                          |                           |
| 094 | Płomień przyjaźni        | Friendly Fire             |
|     |                          |                           |
| 095 | Sekrety i kłamstwa       | Secrets and Lies          |
|     |                          |                           |
| 096 | Za wszelką cenę          | For Love or Money         |
|     |                          |                           |
| 097 | Głęboka woda             | Dangerous Waters          |
|     |                          |                           |
| 098 | Nie igraj z ogniem       | When There’s Fire         |
|     |                          |                           |
| 099 | Widmo katastrofy         | Trembling on the Brink    |
|     |                          |                           |
| 100 | Ku przyszłości           | This Moment Forward       |
|     |                          |                           |
| 101 | Coś do dowiedzenia       | Something to Prove        |
|     |                          |                           |
| 102 | Mój dom jest twoim domem | My House is Your House    |
|     |                          |                           |
| 103 | Córka McLeoda            | A McLeod Daughter         |
|     |                          |                           |
| 104 | Co się robi dla miłości  | The Things We Do For Love |
|     |                          |                           |
| 105 | Przerwana miłość         | Love Interrupted          |
|     |                          |                           |
| 106 | Podwójny ból             | Twice Bitten              |

### Seria 5
| Nr  | Polski tytuł             | Angielski tytuł                |
| --- | ------------------------ | ------------------------------ |
|     |                          |                                |
| 107 | Ziemia niczyja           | No Man’s Land                  |
|     |                          |                                |
| 108 | Drobne kłamstewka        | Little White Lies              |
|     |                          |                                |
| 109 | Zasady rozłąki           | Rules of Disengagement         |
|     |                          |                                |
| 110 | Dawni bohaterowie        | Once Were Heroes               |
|     |                          |                                |
| 111 | Powrót Czarnej Damy      | Return of the Black Queen      |
|     |                          |                                |
| 112 | Czy mnie słyszysz?       | Do You Read Me...?             |
|     |                          |                                |
| 113 | Rozkręcanie interesu     | Taking Care of Business        |
|     |                          |                                |
| 114 | Stara miłość             | Old Flames                     |
|     |                          |                                |
| 115 | Ciosy na korpus          | Body Blows                     |
|     |                          |                                |
| 116 | Grzechy ojca             | Sins of the Father             |
|     |                          |                                |
| 117 | Dobrze ustawiony chłopak | Boy Made Good                  |
|     |                          |                                |
| 118 | Perła                    | The Pearl                      |
|     |                          |                                |
| 119 | Córka marnotrawna        | The Prodigal Daughter          |
|     |                          |                                |
| 120 | Miłość i obsesja         | Love and Obsession             |
|     |                          |                                |
| 121 | Bardzo długi dzień       | One Long, Long Day             |
|     |                          |                                |
| 122 | Otrzeźwienie             | Down to Earth                  |
|     |                          |                                |
| 123 | Złote serce              | Heart of Gold                  |
|     |                          |                                |
| 124 | Bardzo długi dzień       | Taking Flight                  |
|     |                          |                                |
| 125 | Udawanie                 | Make Believe                   |
|     |                          |                                |
| 126 | Niebo i ziemia           | Heaven and Earth               |
|     |                          |                                |
| 127 | Pomylony                 | Moonstruck                     |
|     |                          |                                |
| 128 | Budować, nie burzyć      | If You Build It...             |
|     |                          |                                |
| 129 | Nie ten czas             | Out of Time                    |
|     |                          |                                |
| 130 | Ni to, ni owo            | Betwixt and Between            |
|     |                          |                                |
| 131 | Szczerość lub wyzwanie   | Truth or Dare                  |
|     |                          |                                |
| 132 | Król i ja                | The King and I                 |
|     |                          |                                |
| 133 | Intencje                 | Intentions                     |
|     |                          |                                |
| 134 | Dziwniejsze niż fikcja   | Stranger Than Fiction          |
|     |                          |                                |
| 135 | Dwanaście i pół godziny  | Twelve and A Half Hours Behind |
|     |                          |                                |
| 136 | Rocznica                 | Anniversary                    |
|     |                          |                                |
| 137 | Ciało i dusza            | Body & Soul                    |
|     |                          |                                |
| 138 | Nowy początek            | New Beginnings                 |

### Seria 6
| Nr  | Polski tytuł                      | Angielski tytuł              |
| --- | --------------------------------- | ---------------------------- |
|     |                                   |                              |
| 139 | Zgubione, znalezione              | Lost and Found               |
|     |                                   |                              |
| 140 | Bolesna prawda                    | Truth Hurts                  |
|     |                                   |                              |
| 141 | Pocałunek śmierci                 | Kiss of Death                |
|     |                                   |                              |
| 142 | Zmienne szczęście                 | Luck Be A Lady               |
|     |                                   |                              |
| 143 | Prawdziwa McLeodówna              | The Real McLeod              |
|     |                                   |                              |
| 144 | Wołanie                           | The Calling                  |
|     |                                   |                              |
| 145 | Gdzie leży prawda                 | What Lies Beneath            |
|     |                                   |                              |
| 146 | Tam, gdzie serce                  | Where The Heart Is           |
|     |                                   |                              |
| 147 | Wybaw nas od złego                | Deliver Us From Evil         |
|     |                                   |                              |
| 148 | Wielkie zaangażowanie             | The Big Commitment           |
|     |                                   |                              |
| 149 | Chwycić byka za rogi              | Biting the Bullet            |
|     |                                   |                              |
| 150 | Kto jest lepszy                   | Second Best                  |
|     |                                   |                              |
| 151 | Kłopot z Harrym                   | The Trouble With Harry       |
|     |                                   |                              |
| 152 | Legenda o Harrym Ryanie           | The Legend of Harry Ryan     |
|     |                                   |                              |
| 153 | Jeszcze jedna szansa              | Second Chances               |
|     |                                   |                              |
| 154 | Sekrety i kłamstwa                | Secrets and Lies             |
|     |                                   |                              |
| 155 | Życie Rileya                      | The Life of Riley            |
|     |                                   |                              |
| 156 | Dzikie konie                      | Wild Horses                  |
|     |                                   |                              |
| 157 | Wielka pokusa                     | The Great Temptation         |
|     |                                   |                              |
| 158 | Podejrzenia                       | Suspicious Minds             |
|     |                                   |                              |
| 159 | Dni sądu                          | Days of Reckoning            |
|     |                                   |                              |
| 160 | Smutne rewelacje                  | Scratch the Surface          |
|     |                                   |                              |
| 161 | Na dobre i złe                    | For Better Or Worse          |
|     |                                   |                              |
| 162 | W ostatniej chwili                | The Eleventh Hour            |
|     |                                   |                              |
| 163 | Stare krzywdy                     | Old Wrongs                   |
|     |                                   |                              |
| 164 | Nie igrać z uczuciami             | Handle With Care             |
|     |                                   |                              |
| 165 | Zgadnij, kto przyjdzie na kolację | Guess Who’s Coming to Dinner |
|     |                                   |                              |
| 166 | Idealny dzień                     | One Perfect Day              |
|     |                                   |                              |
| 167 | Wygrani i przegrani               | Winners & Losers             |
|     |                                   |                              |
| 168 | Naprawianie szkód                 | Damage Control               |
|     |                                   |                              |
| 169 | Ryzyko                            | Risk                         |
|     |                                   |                              |
| 170 | Dwadzieścia pytań                 | Twenty Questions             |

### Seria 7
| Nr  | Polski tytuł                | Angielski tytuł                     |
| --- | --------------------------- | ----------------------------------- |
|     |                             |                                     |
| 171 | Jeszcze jedna szansa        | Second Chances                      |
|     |                             |                                     |
| 172 | Nowe problemy               | All The Wrong Places                |
|     |                             |                                     |
| 173 | Odkrywanie przeszłości      | Digging Up The Past                 |
|     |                             |                                     |
| 174 | Krew nie woda               | Thicker Than Water                  |
|     |                             |                                     |
| 175 | Pomocna dłoń                | Reaching Out                        |
|     |                             |                                     |
| 176 | Rewanż                      | Returned Favour                     |
|     |                             |                                     |
| 177 | Kolejne polowanie           | Of Hearts and Hunters               |
|     |                             |                                     |
| 178 | Uparta Kate                 | Climb Every Mountain                |
|     |                             |                                     |
| 179 | Siostry robią to dla siebie | Sisters are Doing It For Themselves |
|     |                             |                                     |
| 180 | Reguły gry                  | Rules of Engagement                 |
|     |                             |                                     |
| 181 | Nikczemność                 | Bloodlines                          |
|     |                             |                                     |
| 182 | Komplikacje                 | Warts and All                       |
|     |                             |                                     |
| 183 | Konflikt interesów          | Conflicts of Interest               |
|     |                             |                                     |
| 184 | Trudny wybór                | Flesh and Stone                     |
|     |                             |                                     |
| 185 | Wszystkie chwyty dozwolone  | All’s Fair In Love and War          |
|     |                             |                                     |
| 186 | Aż do śmierci               | Ever After                          |
|     |                             |                                     |
| 187 | Grace w opałach             | Grace Under Fire                    |
|     |                             |                                     |
| 188 | Chory koń                   | Gift Horse                          |
|     |                             |                                     |
| 189 | Poważne kłopoty             | Hot Water                           |
|     |                             |                                     |
| 190 | Wyfrunąć z gniazda          | Leaving the Nest                    |
|     |                             |                                     |
| 191 | Iskra z nieba               | Spark From Heaven                   |
|     |                             |                                     |
| 192 | Wewnętrzna odwaga           | The Courage Within                  |
|     |                             |                                     |
| 193 | Podzieleni wytrwamy         | Divided We Stand                    |
|     |                             |                                     |
| 194 | Nocne polowanie             | On The Prowl                        |
|     |                             |                                     |
| 195 | Podsycanie ognia            | Fanning the Flames                  |
|     |                             |                                     |
| 196 | Mój przyjaciel, mój wróg    | My Enemy My Friend                  |
|     |                             |                                     |
| 197 | Rycerz w lśniącej zbroi     | Knight In Shining Armour            |
|     |                             |                                     |
| 198 | Jazda na skróty             | The Short Cut                       |
|     |                             |                                     |
| 199 | Zobaczyć znaczy uwierzyć    | Seeing Is Believing                 |
|     |                             |                                     |
| 200 | Jeszcze jedna szansa        | Second Chances                      |
|     |                             |                                     |
| 201 | Niepewność jutra            | Mixed Messages                      |
|     |                             |                                     |
| 202 | Cicha noc                   | Silent Night                        |

### Seria 8
| Nr  | Polski tytuł              | Angielski tytuł               |
| --- | ------------------------- | ----------------------------- |
|     |                           |                               |
| 203 | Następstwa                | Aftermath                     |
|     |                           |                               |
| 204 | Pułapki miłości           | The Pitfalls of Love          |
|     |                           |                               |
| 205 | Ostra jazda               | Wild Ride                     |
|     |                           |                               |
| 206 | Nie ma ucieczki           | Nowhere to Hide               |
|     |                           |                               |
| 207 | Zostań ze mną             | Stand By Me                   |
|     |                           |                               |
| 208 | Na wyciągnięcie ręki      | Close Enough to Touch         |
|     |                           |                               |
| 209 | Niepewny czas             | Bringing Up Wombat            |
|     |                           |                               |
| 210 | Trzy siostry              | Three Sisters                 |
|     |                           |                               |
| 211 | Podzieleni tamą           | Dammed                        |
|     |                           |                               |
| 212 | Matczyna miłość           | Mother Love                   |
|     |                           |                               |
| 213 | Rozgłos i kłopoty         | Bright Lights, Big Trouble    |
|     |                           |                               |
| 214 | Kochaj i pozwól umrzeć    | Love and Let Die              |
|     |                           |                               |
| 215 | Pieskie życie             | A Dog’s Life                  |
|     |                           |                               |
| 216 | Mój książę przybędzie     | My Prince Will Come           |
|     |                           |                               |
| 217 | Pocałować żabę            | Snogging Frogs                |
|     |                           |                               |
| 218 | Wesoła wdówka             | The Merry Widow               |
|     |                           |                               |
| 219 | Sportowy koń              | Show Pony                     |
|     |                           |                               |
| 220 | Gdziekolwiek będziesz     | Every Move You Make           |
|     |                           |                               |
| 221 | Tajemnicze zniknięcie     | Into Thin Air                 |
|     |                           |                               |
| 222 | Przedstawienie musi trwać | The Show Must Go On           |
|     |                           |                               |
| 223 | Dolina cienia             | Into the Valley of the Shadow |
|     |                           |                               |
| 224 | Długi padok               | The Long Paddock              |
|     |                           |                               |